# Satureja innota
Satureja innota là một loài thực vật có hoa trong họ Hoa môi. Loài này được (Pau) G.López miêu tả khoa học đầu tiên năm 1981 publ. 1982.